# Hvitfeldtska gymnasiet
Hvitfeldtska gymnasiet  är den största gymnasieskolan i Göteborg. Skolans historik sträcker sig mer än 350 år tillbaka och skolan inryms i tre byggnader, 350 meter väster om Götaplatsen i centrala Göteborg.

## Historia
Skolan har sitt ursprung dels i en "barnaskola"/trivialskola bildad 1623 och dels i ett gymnasium, Göteborgs Kongl. Gymnasium bildad 1647. 1737 döps trivialskolan om till Cathedralskola. Den övergår 1820 till att kallas Göteborg högre Lärdomsskola, medan skolans apologistklass bildar en egen skola, Göteborgs Högre Apologistskola. 1849 slås denna dock åter ihop med Lärdomsskolan som året därpå 1850 slogs samman med gymnasiet till ett gemensamt (högre) elementarläroverk.

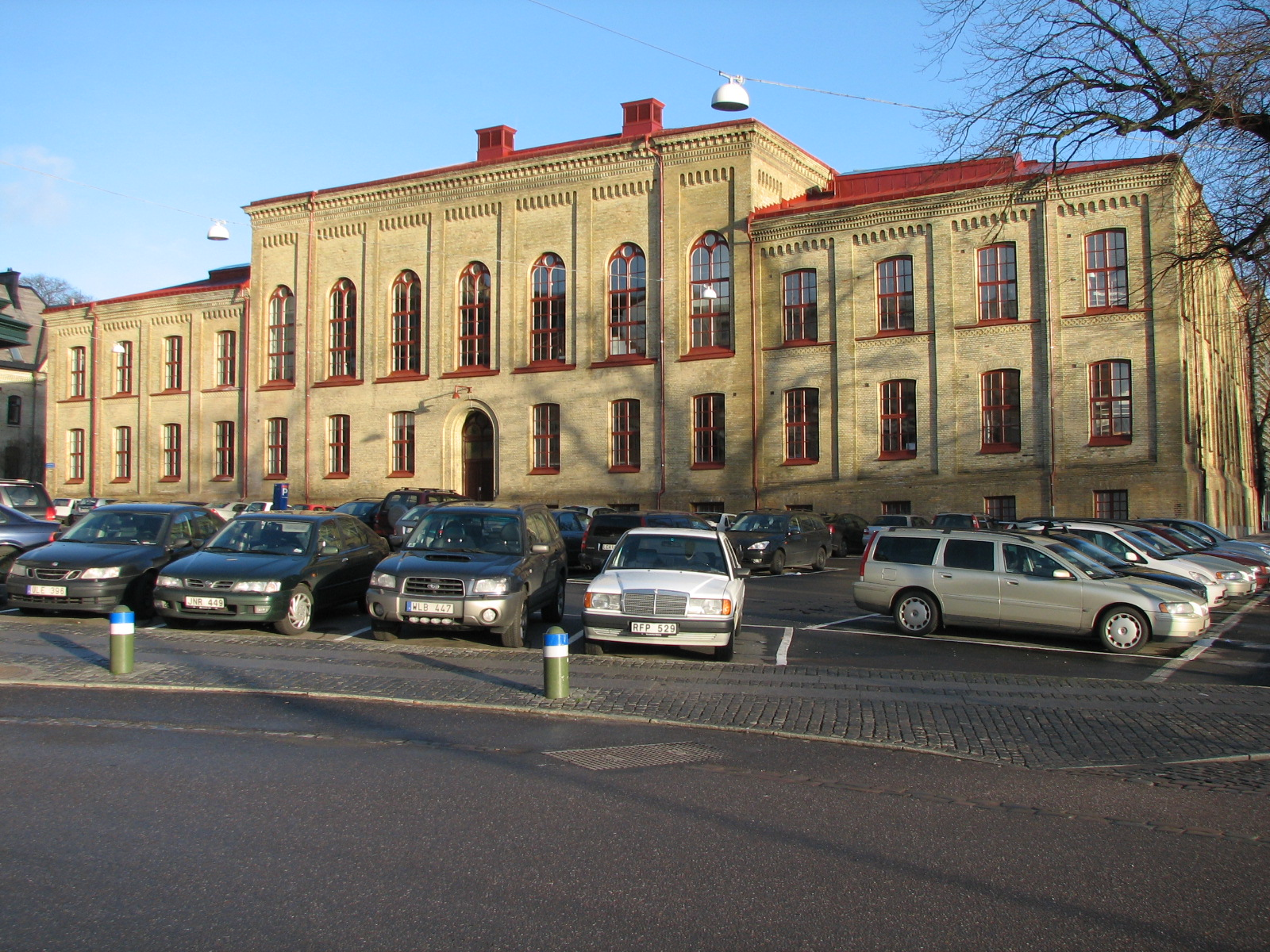
Högre latinläroverkets skolbyggnad 1854–1919.

Skolans namnutveckling har varit:  Göteborgs Högre Elementar-Läroverk (1850), Göteborgs högre allmänna läroverk (1878), Högre latinläroverket (även Göteborgs Latinläroverk (1905)) (1882, då reallinjen togs bort från läroverket och förlades till ett särskilt realläroverk), Lorensbergs högre allmänna läroverk i Göteborg(1939) sedermera Hvitfeldska högre allmänna läroverket från 1941.
1966 kommunaliserade skolan och fick nuvarande namn. Studentexamen gavs från 1864 till 1968 och realexamen från 1936 till 1965.

### Skolbyggnader

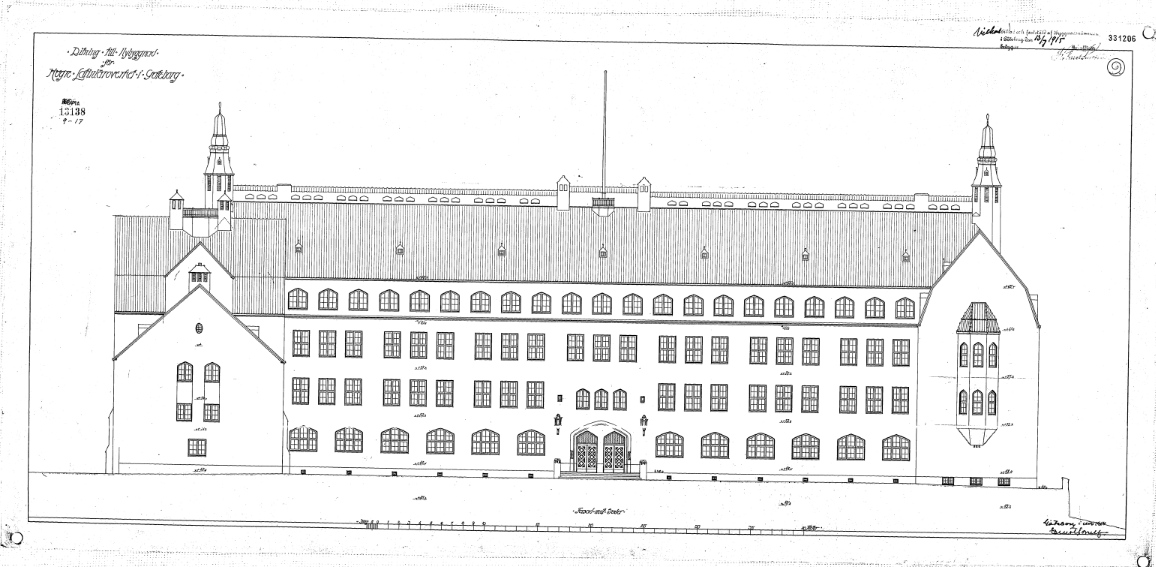
Ritning över fasaden på Norra byggnaden, ritad av Ernst Torulf år 1915.

Drottning Kristina grundade genom en förordning Göteborgs gymnasium 1647, och ett enklare skolhus i trä uppfördes på domkyrkoplan, i korsningen Kungsgatan-Västra Hamngatan. När sedan Margaretha Hvitfeldt 1684 donerade sin stora förmögenhet till undervisning av gossar i Bohuslän, lades ytterligare grund till skolan. År 1823 revs det gamla skolhuset på domkyrkoplan och verksamheten flyttades tillfälligt till fyra rum i det Ostindiska huset. År 1826 fick läroverket nya lokaler vid Västra Hamngatan 15 och 1862 kunde man flytta in i ett större och modernare hus vid Hvitfeldtsplatsen, Högre latinläroverket. Det hade till stor del bekostats med medel ur Margareta Hvitfeldts fond.
Den nuvarande (norra) skolbyggnaden togs i bruk den 16 januari 1919 och invigdes den 30 april samma år, även om det står 1917 på fasaden. Byggnaden ritades av arkitekt Ernst Torulf. I aulan - invigd den 29 april 1919 - uppsattes en över 50 kvadratmeter stor målning av Carl Larsson, "Ute blåser sommarvind", målad 1903.

### EU-toppmötet i Göteborg 2001
Hvitfeldtska gymnasiet blev omskrivet i och med de polisinsatser som gjordes i samband med EU-toppmötet i Göteborg 14 juni 2001 och Göteborgskravallerna, då gymnasiet användes som seminarielokal för många av de sociala motståndsarrangemangen och sovplats för tillresta demonstranter. I en uppmärksammad och i efterhand hårt kritiserad polisinsats spärrades 650 personer in på gymnasiets skolgård.. I efterhand har även Justitiedepartementet kritiserat insatserna.

### Senare historia
Den 5 februari 2007 brann det i Norra byggnaden, i vad som högst troligt var en anlagd brand. Ingen elev kom till skada, även om det förekom viss materiell förstörelse.
Hvitfeldtskas musikprogram tog 2017 över Göteborgs Lucia. Tredjeårseleverna har sjungit på bland annat Götaplatsen, Rådhuset och Landshövdingeresidenset i Göteborg.
Eftermiddagen den 29 september 2022 skedde en polisinsats på Hvitfeldtska gymnasiet efter att en stor smäll hörts av såväl elever som personal. Skolan utrymdes och beväpnade poliser kontrollerade byggnaden. Det visade sig senare vara en sprängning i samband med Västlänken som missuppfattats som en skottlossning.
Affärslinjen på Hvitfeldska gymnasiet i Göteborg som från år 1988 även var involverade i en försöksverksamhet inom detaljbranschen har även influerats av den tidigare NK-skolans verksamhet. Av de eleverna gick cirka 40 % vidare till detaljhandelsföretag i Göteborg.

## Utbildning
Skolan bedriver sekundärutbildning för ungdomar. På senare tid har skolan kommit att bli mycket populär i Göteborg med över tusen sökande varje år.
Vid Hvitfeldtska gymnasiet erbjuds idag följande utbildningar.
- Ekonomiprogrammet
  - Ekonomi
  - Juridik
- Försäljnings- och serviceprogrammet
- Samhällsvetenskapsprogrammet
  - Samhällsvetenskap - Jan Eliassons internationella profil
  - Beteendevetenskap
- Naturvetenskapsprogrammet
  - Matematikspets
- Estetiska programmet
  - Musikinriktning
  - Musikspets
- International Baccalaureate
- Språkintroduktion
- Individuella programmet

## Hvitfeldtska Elevkår
Hvitfeldtska Elevkår är Hvitfeldtska gymnasiets elevkår och har varit aktiva som organisation sedan år 2008. Hvitfeldtska elevkår är medlemmar i paraplyorganisationen Sveriges Elevkårer. Hvitfeldtska elevkår är en organisation som drivs självständigt av skolans elever, och dess syfte är att "...skapa en mer givande och underhållande skoltid för sina medlemmar genom att tillvarata sina medlemmars akademiska, fackliga, ideella och sociala intressen."
Hvitfeldtska elevkår vann år 2021 priset Årets elevkår, ett pris som delas ut av Sveriges Elevkårer.

## Rektorslängd
- 1857–1861: August Leopold Trana (1810–1861)
- 1861–1894: Anders Olof Heurlin (1827–1905)
- 1894–1913: Gustaf Rudolf Röding (1847–1941)[20]
- 1913–1933: Gustaf Mellén (1867–1938)
- 1933–1953: Sven Ohlon (1888–1972)
- 1953–1958: Gunnar Hesslén (1894–1958)

## Alumniverksamhet

### Kamratföreningen Gamla Hvitfeldtare
Kamratföreningen Gamla Hvitfeldtare instiftades 1947 vid 300-årsjubileet av skolans grundande. Kamratföreningen fick först namnet Gamla Latinare, som anspelade på det gamla namnet Göteborgs Latinläroverk, eller bara Latin - en benämning på skolan som höll i sig in på 1960-talet. Idag har cirka 75 000 elever gått ut Hvitfeldtska gymnasiet och dess föregångare.

### Gamla Hvitfeldtares Årsbok
I samband med skolans 300-årsjubileum beslöts att utge en årsbok som mellan 1947 och 1978 hette Gamla Latinares Årsbok och därefter namnändrades till Gamla Hvitfeldtares Årsbok. I mer än 60 år har årsboken regelbundet dykt upp och har förnöjt både 'gamla' som yngre Hvitfeldtare. Bland skribenterna kan nämnas författare och skribenter som Claes Hylinger, Sune Örnberg, Sture Hegerfors, Ronny Ambjörnsson, Björn Clarin, Bertin Steen, Jan Westin, Christer Hedin, Björn Vingård med flera. Bland de namnkunniga årsboksredaktörerna kan nämnas Ebbe Hagard, som var en kulturpersonlighet i Göteborg under 4 decennier och tillika kamratföreningens ordförande under 20 år. Nuvarande årsboksredaktör är Bo Eneroth, student 1964 vid Hvitfeldtska, som ger ut årsboken ihop med bland andra Sven Tesch-Hallström i redaktionen, av årgång 1964.

## Kända alumner i urval
- Nabila Abdul Fattah
- Marcus Allbäck
- Morgan Alling
- Roy Andersson
- Rune Andréasson
- Göran Axel-Nilsson
- Erik Belfrage[22]
- Fritz Belfrage[22]
- Knut Belfrage[22]
- Gustaf Bergmark[22]
- Sören Björkerud[22]
- Tomas von Brömssen
- Erling Eidem[22]
- Ulf Dageby
- Andreas Ekström
- Jan Eliasson
- Samir El-Sabini
- Åke Falck
- Max Flövik
- Harald Fries[22]
- José González
- Lars Hamberger[22]
- Carl B Hamilton
- Per Hansson
- Magnus Hedlund, författare
- Sture Hegerfors
- Gilbert Holmström
- Claes Hylinger
- Ingvar Kamprad
- Harald Kylin[22]
- Laleh Pourkarim
- Bengt Lidner
- Josefin Lillhage[23]
- Bengt J. Lindberg[22]
- Carl Sigfrid Lindstam
- Ove Lundgren[22]
- Ida Redig[23]
- Martin Rolinski
- Bengt Rosengren[22]
- Bertil Stener[22]
- Fritz Stenström[22]
- Örjan Strannegård[22]
- Albert Wallin[22]
- Anders Wassén[22]
- Arne Weise
- Hjalmar Wennerberg[22]
- Theodor Wijkander[22]
- Sven Wollter